# Alberto Orrego
Alberto Orrego Luco (Valparaíso, Chile, 20 de abril de 1854-Chile, 2 de junio de 1931) fue un pintor paisajista y diplomático chileno. Fue cónsul de Chile en Venecia, Sevilla, Génova y  Roma. Participó y recibió mención honrosa en la llamada "exposición de mercado" organizada por Benjamín Vicuña Mackenna. Entre los miembros destacados de su familia se encuentran sus hermanos, el siquiatra Augusto Orrego Luco y el abogado y novelista Luis Orrego Luco, y su cuñado, el pintor Pedro Lira.
Su principal inclinación artística fueron los paisajes y las marinas, su obra ha sido comparada con la del artista francés Félix Ziem mientras que Antonio Romera aclara que el parecido es mayor con el del veneciano Francesco Guardi. Romera aclara que el pintor conserva un “resabios de romanticismo” y lo califica como un artista reflexivo y sereno. Por ello es muy difícil enmarcarlo únicamente en un estilo único, el mismo autor antes citado aclara que lo más correcto sería decir que Orrego Luco es un realista idealizante a la manera del pintor chileno Ramón Subercaseaux, pero señala que de todas maneras muchas de sus obras se acercan cromáticamente al movimiento impresionista.

## Biografía

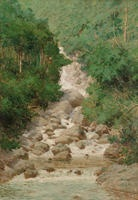
La quebrada, obra ubicada en la Casa del Arte, sala "grandes maestros", Concepción.

Alberto Orrego Luco perteneció a una familia de acomodados agricultores. Sus padres fueron Antonio Lucas Orrego Garmendia y Rosalía Luco León de la Barra. Los primeros años del pintor se desarrollan en Valparaíso donde estudia en el colegio inglés de Mathews y Linacre, más, por problemas económicos, se reubicó en el Instituto Nacional donde empezaron sus primeros años de pintura. Sus dotes para la misma fueron expuestos por primera vez en 1872 en la llamada “exhibición del mercado central” organizada por el intelectual Vicuña Mackenna. Aquí, a los 18 años de edad, demuestra sus habilidades artísticas ante un grupo de más de 10 000 personas, recibiendo mención honrosa al final del certamen.
Al año siguiente, en 1873, e incentivado por su madre, viaja hacia Europa junto a su hermana Elena Orrego Luco y su cuñado y amigo, el pintor Pedro Lira. Su viaje tenía una intención académica, deseaba estudiar medicina en la universidad de la Sorbonne, pero al llegar a Francia abandona la idea para dedicarse por completo a la pintura. Se ubicó en el barrio latino para después empezar a estudiar pintura en el taller de Alexandre Cabanel.
Siguió sus estudios pictóricos en la prestigiosa Académie Julian, en París, centro de estudios donde fue contemporáneo de artistas como Henri Matisse, Jean Dubuffet, y Marcel Duchamp. A pesar de que en sus inicios Luco se concentró en la escultura y la música, fue la pintura su elección final y durante este periodo el artista centro su creación en la corriente artística del realismo.
El gobierno de Chile, reconociendo sus logros en el extranjero, pasa a pagar sus pensión, esto le permite presentarse en el Salón de París de 1877. Aquí obtuvo la segunda medalla con su cuadro “La muerte de San Francisco”. En 1883 se casa con la pintora italiana Carolina Rossi, mujer que conoció en Venecia en el año 1880.

## Inicio de la carrera diplomática
Alberto Orrego Luco comienza paralelamente a su trabajo artístico la carrera diplomática en diferentes países europeos. Esto le permite dedicarse más tiempo a la pintura y, a la vez, establecer un contacto político que le dejó visitar Chile de manera frecuente. En 1888 es elegido como cónsul en Venecia, lugar donde se desarrolla su principal periodo artístico. Vivió en esta ciudad por casi diez años donde gustó de crear pinturas relacionadas con edificios y monumentos renacentistas.

## Primer periodo artístico

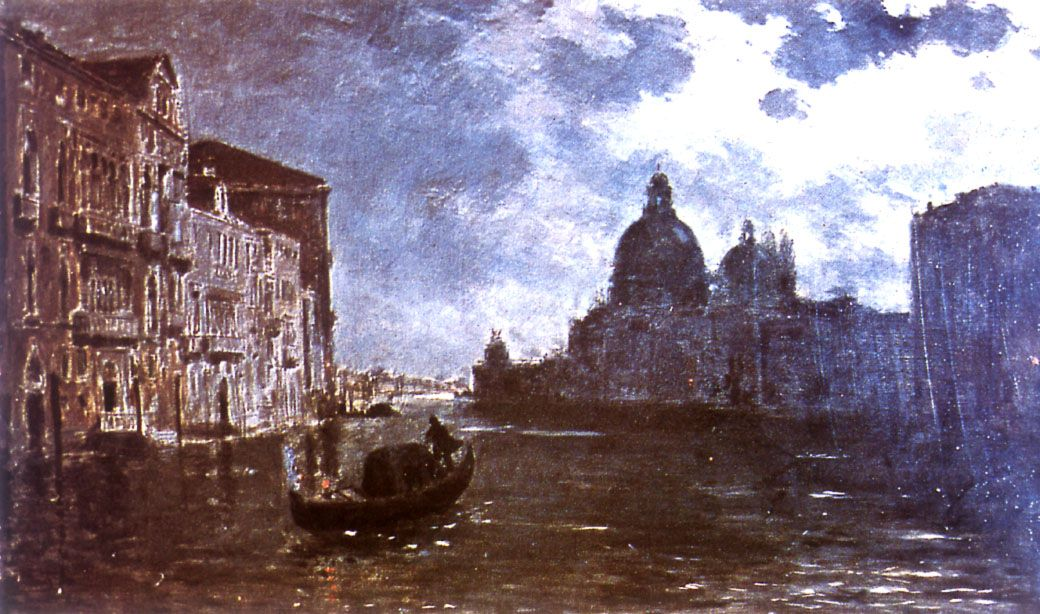
Nocturno veneciano. En esta obra se aprecia la sobriedad del artista al pintar, donde el agua es calma y los colores, tenues.

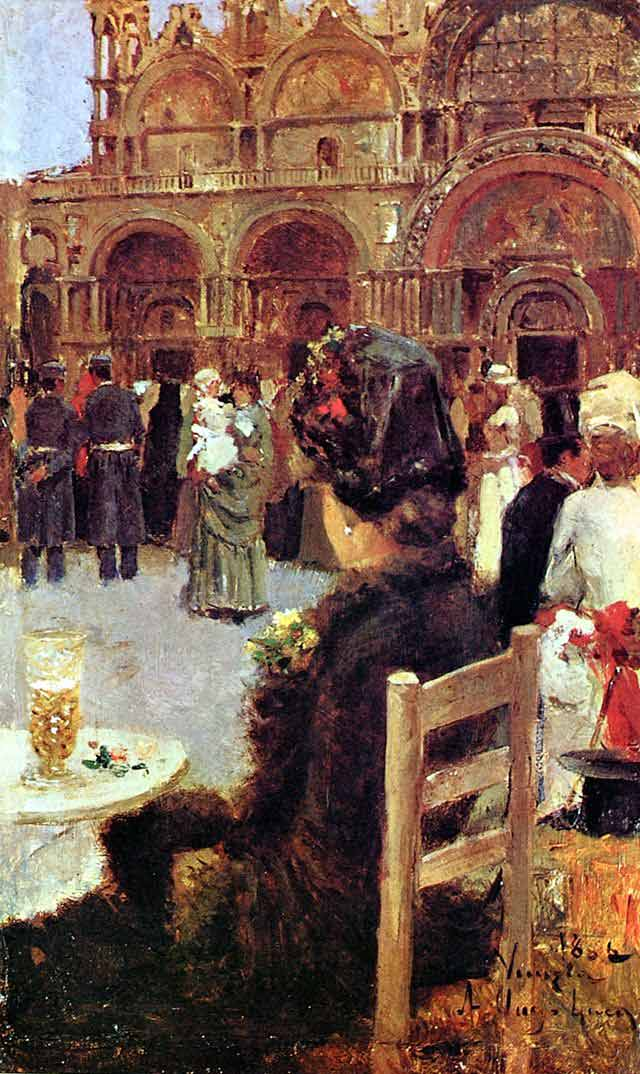
Atardecer en Venecia, lienzo actualmente en posesión del Museo nacional de bellas artes de Chile.

Su estilo no puso énfasis en ninguna de las tendencias que en ese momento imperaron en la época, pero, independiente de eso, mejoró las características de su pintura usando parte de estas nuevas técnicas e ideas. Tal es el caso del deseo de pintar al aire, acto desarrollado básicamente por los impresionistas y que el pintor ocupó frecuentemente. Sus capacidades para el bosquejo humano se demuestran es sus autorretratos y retratos de su esposa, más se dedica preferentemente al tema paisajista donde prima fundamentalmente la línea horizontal.
Orrego Luco, tenía además el gusto por pintar lugares urbanos, contrario a muchos de sus compañeros artistas que prefirieron entornos agrestes de gusto romántico. El pintor no se esforzaba por intentar mostrar la agitación y movimiento de los edificios que pintaba, más bien estos adquieren un aire calmado y solitario que va en contraste al bullicio y la agitación que estos generalmente producían. Detalles de este particular estilo de pintura se pueden observar en los cuadros Santa María de la Salute (1882) o Atardecer en el río Sena (1889). La calma y la mesura, tanto en los colores como la del conjunto en general, predomina ampliamente en estas pinturas.
En el cuadro Nocturno veneciano se puede ver como Orrego Luco crea un cuadro utilizando gamas cromática basadas en tonos grises y azules. Este tipo de paisajes eran de común realización en la antigua época veneciana y eran característicos de la Italia renacentista. La herencia de los maestro italianos no se pierde completamente, si bien el estilo que Orrego Luco ocupa en el lienzo tiende más al impresionismo, el pintor se esfuerza por mantener intacto la esencia de Venecia mediante el uso lugares emblema y retratos de la vida cotidiana. Puede destacarse del cuadro la perspectiva que logra el pintor usando los edificios venecianos.

## Contacto con Chile, segundo periodo artístico
Volvió durante un breve periodo a Chile en 1890 para después regresar a Europa como cónsul de Sevilla en 1892. En este periodo español, el pintor altera su paleta de colores la cual se vuelve más brillante y difusa. Sus obras comienzan a marcar el movimiento gracias a pinceladas alborotadas agregando por primera vez flores y frutas dentro sus cuadros. Durante el tiempo que vivió en España se admiró de la pintura de Diego Velázquez en especial del lienzo Las hilanderas.
Aunque Orrego Luco no participaba en los certámenes artísticos por considerarlos no objetivos y con intereses creados, por intermedio de su madre, algunas de sus pinturas llegaron a participar en Chile. Estos cuadros ganaron importantes premios en Santiago, donde las pinturas ganadoras, El Gran Canal y Una puesta de sol en el Adriático, fueron ambas compradas por el Museo de Bellas Artes y las conservan hasta el día de hoy.  

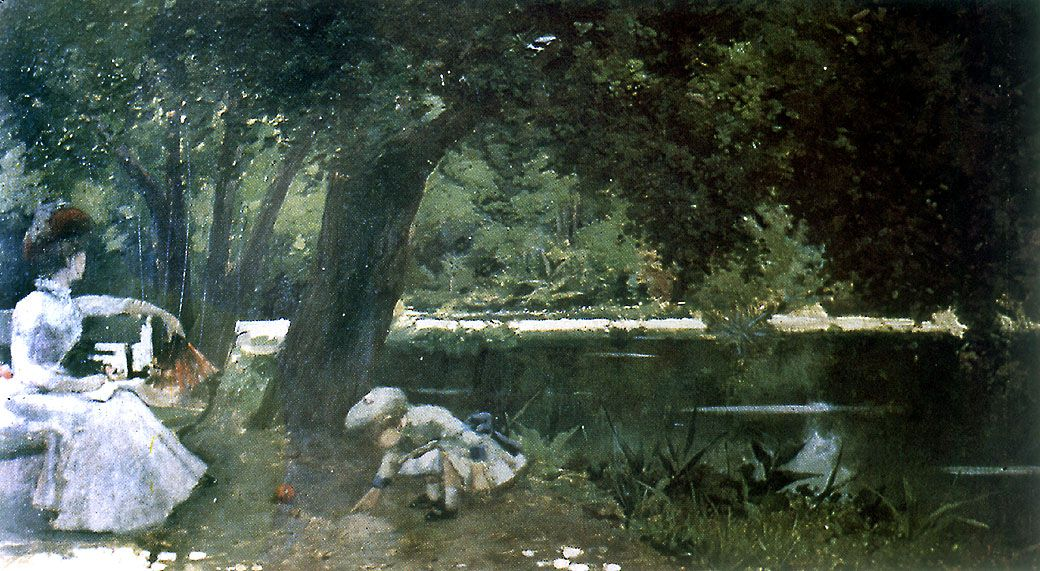
Laguna del parque Cousiño, actual parque O'Higgins. Fue renombrado tras la remodelación hecha por Luis Cousiño en 1873.

Al poco tiempo después el artista volvió a Chile con sus hijos y paso a instalarse durante un tiempo cerca de Constitución, en el sector conocido como la Isla del Maule. Se trasladaría luego a Santiago, donde conoció al empresario Manuel Ossa, quien lo contrató para pintar los avances de una estación ferroviaria que por esos años era de gran importancia para Chile. Durante este periodo el pintor se acerca nuevamente a la realidad chilena del siglo XIX.
Laguna del parque Cousiño es uno de sus cuadros más destacados realizados en Chile. La imagen retrata una dama de la época junto a un niño frente a la Laguna Cousiño, el actual parque O'Higgins, donde destaca del cuadro la perfección estética en el manejo de los ropajes del dueto. En el lienzo, de características francesas, se observa el espectro generado en la laguna por los árboles contiguos y el dominio de colores claros en el fondo de la imagen donde además, se pueden asimilar ramas de distintos tamaños y texturas que simultáneamente se reflejan en la laguna. La tónica de esta pintura esta en relación con la nueva tendencia francesa conocida como pleinairismo donde los pintores buscaban retratar paisajes al aire libre en vez de en sus estudios cerrados, tendencia que Luco adhirió en su estadía en Europa.  
Hablaron en sus tiempos importantes personajes chilenos sobre el pintor. Decía el escritor Pedro Balmaceda Toro, que:

"...el artistas posee una gracia infinita y todos sus bosquejos, casi sin excepción, nos dan a conocer su espíritu delicado...”

Ricardo Richon-Brunet comenta de sus cuadros que:

"...Dan esa impresión de distinción y de elegancia, realzadas en la mayor parte de los casos por la feliz elección de los paisajes y los temas..."

En tanto el diplomático chileno, Carlos Morla Lynch, expresó sobre el artista:

“...Su nombre, su arte, su talento y sus obras de pintura, hacen honor a la patria”

En el año 1897 el gobierno de Chile le ofrece ser cónsul general de Italia y Suiza con sede en la ciudad de Génova. Luco había aceptado Italia como su segunda patria y accede alegre la propuesta, sin embargo los múltiples acuerdos diplomáticos que en ese entonces se gestaban entre los dos países producto del salitre, acortaron su tiempo libre para pintar, afectando negativamente su estado emocional.

## Tercer periodo artístico y regreso a Italia
Su estadía en Italia no fue tan productiva como la última vez, pero dentro de los avances que registro se puede destacar que en su pintura apareció por primera vez la nieve. Años más tarde, en 1916, fue reubicado en la ciudad de Roma. En estos tiempos se comenzaron a sentir los estragos de la primera Gran Guerra y aunque el pintor desistió al principio de abandonar Italia, la enfermedad contraída por su mujer lo obligó a desistir de decisión escogiendo volver a Chile para cuidarla mejor y lejos del conflicto. Aunque importantes médicos colaboraron en su recuperación, su mujer fallece al poco tiempo de regresar a Chile.

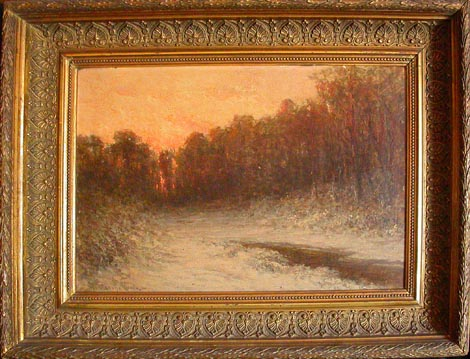
Paisaje nevado. El artista comienza a incluir nieve en sus cuadros tras su segundo viaje a Italia.

Según los historiadores de arte, la muerte de su esposa, sumada a la prematura muerte de una de sus hijas, detona en el pintor con profundo dolor. La situación lo sumió en una profunda depresión que lo mantuvo alejado de todo contacto y lo convirtió en una persona cada vez más huraña. Sus obras dejaron de tener la pulcritud de antaño y comenzaron a reflejar un evidente abandono, esto se manifiesta en figuras transfiguradas y depresivas.
El 2 de junio de 1931 a la edad de 77 años Alberto Orrego Luco muere en su hogar en calma y en paz, para luego ser enterrado en la tumba familiar junto a su madre y su esposa.   
Artísticamente sus contemporáneos calificaron a Orrego Luco como un “artista mesurado, reflexivo, con una vasta cultura plástica cuya principal inclinación fueron las marinas y paisajes”. Los premios que logra obtener en Europa y los reconocimientos a su pintura le permitieron seguir su vocación artística, donde el pintor acostumbraba dibujar mucho antes de comenzar a pintar y se esmeraba elaborando el color, elemento que se hace notar en los tenues cambios de luz que existen entre un objeto y otro dentro de sus cuadros. Tenía Orrego Luco una intención academicista marcada por la escuela italiana, a pesar de eso llegó a exhibir junto a pintores impresionistas.

## Legado
Dentro de lo más destacable de su trabajo está el cromatismo, donde su obra posee gran abundancia de colores claros y serenos, además del detallismo en pequeños objetos de carácter decorativo y la elegancia de los retratados. Se destacaron entre sus trabajos sus paisajes de Andalucía, Venecia y Chile. Su trayectoria como artista tiene una profunda influencia en el paisajismo chileno a pesar de que la mayor parte de su vida la desarrollo en Europa. Uno de sus más destacables habilidades era su capacidad para entrar en diferentes estilos, Luco incursionó a lo largo de su vida en el romanticismo, el realismo, el naturalismo y el impresionismo, aunque la mayor parte su obra se ve marcada por la escuela veneciana. Como diplomático, fue cónsul General en Venecia, Génova, Roma y Sevilla. Participó y recibió premios en la "Exposición del Mercado Central" y desarrolló un papel importante como educador para distintos artistas chilenos.
El historiador de arte chileno Ricardo Bindis asegura de Luco que:

"...Sin exagerar, se le puede considerar entre los máximos pintores chilenos del siglo XIX, a pesar de que casi toda su obra se refiere a Europa y sus costumbres..."

Aunque una gran parte de su vida en la desarrollo en Europa, su participación en salones chilenos se mantiene constante por los cuadros que enviaba periódicamente a los salones oficiales chilenos. Sus obras se exhiben en los museos más importantes de Chile siendo el Museo Nacional de Bellas Artes el poseedor de la mayor cantidad de obras del pintor. El banco de Chile, la Casa del arte en Concepción y el Museo Municipal de Viña del Mar, también almacenan algunas de sus lienzos.

## Distinciones y premios[7]

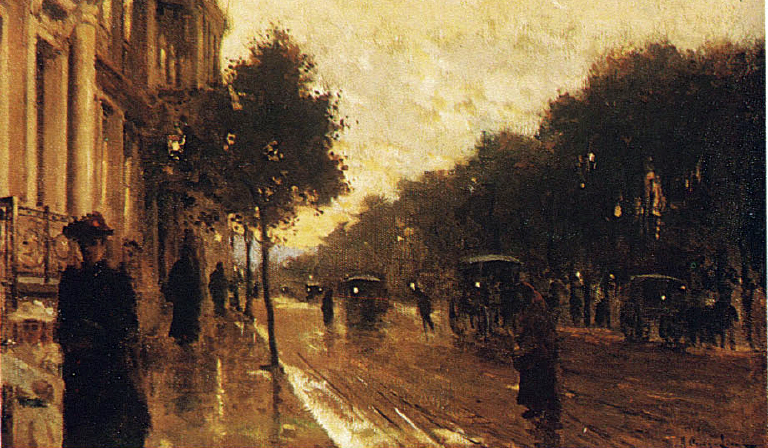
Alameda de las Delicias.

- 1869 Mención Honrosa en Pintura, Exposición Nacional de Artes e Industrias, Santiago, Chile.
- 1872: Mención Honrosa en Pintura, Exposición Nacional de Artes e Industrias, Santiago, Chile.
- 1879: Segunda Medalla en Salón de París, Francia.
- 1891: Medalla de Primera Clase en Pintura en Salón Oficial, Santiago, Chile.
- 1891: Premio Paisaje en el Certamen Edwards, Salón Oficial, Santiago, Chile.
- 1891: Premio de Honor en el Certamen Edwards, Salón Oficial, Santiago, Chile.
- 1901: Medalla de Tercera Clase en la Exposición Internacional de Buffalo, Estados Unidos.

## Galería

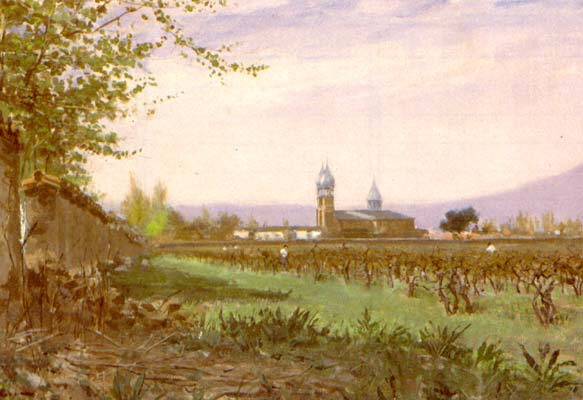
"Paisaje de Apoquindo, Santiago de Chile".
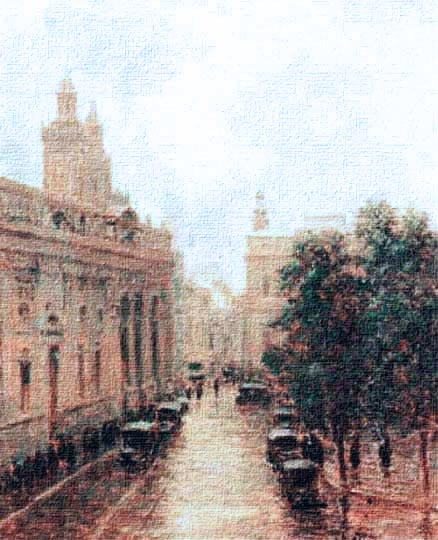
"Paisaje".
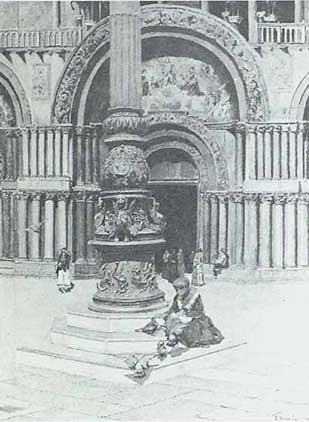
"Entrada a San Marcos", Florencia.
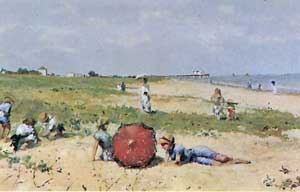
"En la playa(detalle)".
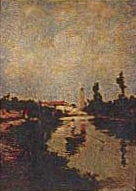
Canal de Fantova, España.
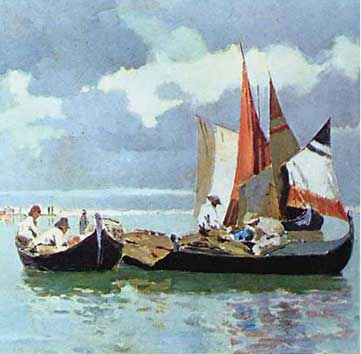
Paisaje marino en Venecia.